# 国家安全生产应急救援中心
国家安全生产应急救援中心，是国务院安全生产委员会办公室领导、中华人民共和国应急管理部管理的事业单位，履行全国安全生产应急救援综合监督管理的行政职能。

## 沿革
2006年2月，国家安全生产应急救援指挥中心成立，事业编制80名，是国务院安全生产委员会办公室领导的事业单位。2018年11月中央编办批复改名为国家安全生产应急救援中心。

## 主要职责
1. 履行全国安全生产应急救援综合监督管理的行政职能。
2. 按照国务院安全生产突发事件应急预案的规定，协调、指挥安全生产事故灾难应急救援工作。

## 机构设置

### 内设机构
- 综合部
  - 办公室（党委办公室）
  - 政策法规处
  - 宣传教育处
  - 人事处（外事处）
- 指挥协调部
  - 综合处
  - 危化处
  - 协调处
  - 工贸处
  - 调度处
- 信息管理部
  - 综合处
  - 预算处
  - 演练处（培训处）
- 技术装备部
  - 综合处
  - 科技处
  - 装备处
- 资产财务部
  - 综合处（资产处）
  - 财务处
- 矿山救援中心
  - 综合处
  - 救援处
  - 技术处
  - 管理处

### 业务指导单位
- 国家矿山应急救援大地特勘队（北京大地特勘救援队）
- 国家安全生产应急救援勘测队（中国安全生产科学研究院）
- 国家安全生产医疗应急救援基地（矿山医疗救护中心）
- 国家危险化学品应急救援燕山石化队（中国石化燕化消防支队）
- 国家海上油气应急救援渤海基地（中海油天津基地）
- 国家危险化学品应急救援天津石化队（中国石化天津分公司消防支队）
- 国家危险化学品应急救援石家庄炼化队（中国石化石家庄炼化分公司消防支队）
- 国家矿山应急救援开滦队（开滦集团有限责任公司矿山救护大队）
- 国家油气管道应急救援廊坊队（中国石油管道应急救援响应中心）
- 国家矿山应急救援大同队（大同煤矿集团公司矿山救护大队）
- 国家隧道应急救援中铁十七局太原队（中铁十七局隧道专业抢险救援队）
- 国家矿山应急救援汾西队（汾西矿业集团矿山救护大队）
- 国家矿山应急救援华能扎赉诺尔队（华能扎赉诺尔煤业公司矿山救护大队）
- 国家矿山应急救援神华神东队（神华神东煤炭集团救护大队）
- 国家矿山应急救援平庄队（平庄煤业公司救护大队）
- 国家危险化学品应急救援神华鄂尔多斯队（神华鄂尔多斯煤制油分公司消防气防中心）
- 国家危险化学品应急救援抚顺石化队（中国石油抚顺石化公司消防支队）
- 国家危险化学品应急救援大连石化队（中国石油大连石化分公司消防支队）
- 国家矿山应急救援沈阳队（沈阳煤业集团矿山救护大队）
- 中国有色红透山队（中国有色集团抚顺红透山矿业有限公司救护队红透山队）
- 中国黄金朝阳队（中国黄金二道沟金矿救援队朝阳队）
- 国家油气管道应急救援沈阳队（中国石油管道局工程有限公司东北石油管道有限公司）
- 中国黄金延边队（吉林海沟黄金矿业公司救护中队延边队）
- 国家矿山应急救援白山队（通化矿业集团有限责任公司救护大队、华能白山煤矸石发电有限公司矿山救护队）
- 国家危险化学品应急救援吉林石化队（中国石油吉林石化公司消防支队）
- 国家矿山应急救援鹤岗队（龙煤集团鹤岗分公司救护大队）
- 国家危险化学品应急救援大庆石化队（中国石油大庆石化消防支队）
- 国家危险化学品应急救援大庆油田队（中国石油大庆油田消防支队）
- 国家危险化学品应急救援黑龙江七台河队（国家危险化学品应急救援黑龙江七台河队）
- 国家危险化学品应急救援扬子石化队（中国石化扬子石化公司消防支队）
- 国家矿山应急救援中煤大屯队（中煤大屯煤电公司救护大队）
- 国家水上应急救援南京油运队（南京长江油运有限公司水上搜救队）
- 国家油气管道应急救援徐州队（中国石化管道储运公司抢维修中心封堵作业队）
- 国家危险化学品应急救援中化舟山队（中国中化舟山危险品应急救援基地有限公司）
- 国家危险化学品应急救援镇海炼化队（镇海炼化消防支队）
- 国家矿山应急救援淮南队（淮南矿业集团有限责任公司救护大队）
- 国家矿山应急救援中煤新集队（国投新集能源股份有限公司救护大队）
- 国家危险化学品应急救援安庆石化队（中国石化安庆石化消防队）
- 国家危险化学品应急救援泉州石化队（中化泉州石化消防大队）
- 国家安全生产应急救护体验中心（瑞金体验中心-江西钨业有限公司）
- 国家矿山应急救援乐平队（江西省能源集团公司救护总队乐平大队）
- 国家危险化学品应急救援齐鲁石化队（山东危险化学品鲁中应急救援中心中国石化齐鲁分公司消防支队）
- 国家矿山应急救援兖州队（兖州煤业股份有限公司矿山救护大队）
- 国家危险化学品应急救援技术指导中心（中古石化青岛安全工程研究院）
- 国家危险化学品应急救援青岛炼化队（中国石化青岛炼化消防队）
- 国家矿山应急救援平顶山队、国家陆地搜寻与救护平顶山基地（平顶山天安煤业有限公司救护大队）
- 中国黄金秦岭队（河南秦岭黄金矿业有限责任公司应急救援队秦岭队）
- 国家危险化学品应急救援中原油田队（中原油田分公司消防支队）
- 国家矿山应急救援武钢队（武钢资源集团有限公司矿山救护中队）
- 中国有色大冶队（大冶有色金属集团控股有限公司救护队大冶队）
- 国家危险化学品应急救援武汉石化队（中国石化武汉石化分公司消防大队）
- 国家矿山应急救援郴州队（湖南省矿山救援资兴基地）
- 国家危险化学品应急救援惠州队（大亚湾石化区危险化学品应急救援专业队）
- 国家危险化学品应急救援广州石化队（中国石化广州石化消防支队）
- 国家危险化学品应急救援茂名石化队（中国石化茂名石化分公司消防队）
- 国家油气管道应急救援深圳队（深圳海油工程水下技术有限公司）
- 国家危险化学品应急救援海南炼化队（中国石化海南炼化消防队）
- 国家矿山应急救援华锡队（广西壮族自治区矿山救援大队华锡中队）
- 国家危险化学品应急救援广西石化队（中国石油广西石化分公司消防队）
- 国家矿山应急救援天府队（重庆松藻煤电公司矿山救护大队）
- 国家隧道应急救援重庆队（中国交建应急救援队）
- 国家水上应急救援重庆长航队（重庆长航救助打捞工程有限公司）
- 国家危险化学品应急救援重庆川维队（中国石化川维消防大队）
- 国家危险化学品应急救援普光队（中石化普光分公司应急救援中心）
- 国家矿山应急救援芙蓉队（四川芙蓉集团实业有限责任公司救护消防大队）
- 国家油气田井控应急救援川庆队（中国石油川庆钻探工程有限公司井控应急救援响应中心）
- 国家危险化学品应急救援四川石化队（中石油四川石化消防支队）
- 国家矿山应急救援华电安顺队（贵州华电安顺华荣矿山救护队）
- 国家矿山应急救援六枝队（六枝工矿集团有限责任公司矿山救护大队）
- 国家隧道应急救援中铁五局贵阳队（中铁五局贵阳应急救援队）
- 中国黄金黔西南队（贵州金兴黄金矿业有限责任公司救护队黔西南队）
- 国家危险化学品应急救援昆明队（中石油云南石化有限公司消防支队）
- 国家矿山应急救援东源队（后所煤矿救护队）
- 国家隧道应急救援中铁二局昆明队（中铁二局昆明应急救援队）
- 国家油气管道应急救援昆明队（中石油西南管道有限公司昆明维抢修队）
- 国家危险化学品应急救援长庆油田队（中国石油长庆油田消防队）
- 国家矿山应急救援铜川队（铜川矿业公司救护大队）
- 国家危险化学品应急救援中煤榆林队（中煤陕西榆林能源化工有限公司化工分公司应急救援队）
- 国家矿山应急救援靖远队（靖远煤电公司救护大队）
- 国家危险化学品应急救援兰州石化队（中石油兰州石化公司消防支队）
- 国家矿山应急救援青海队（青海能源发展矿山救护队）
- 国家危险化学品应急救援青海盐湖队（青海盐湖工业集团有限公司消防队）
- 国家矿山应急救援神华宁煤队（神华宁夏煤业集团矿山救护总队）
- 国家危险化学品应急救援神华宁东队（神华宁夏煤炭化学集团有限公司消防队）
- 国家危险化学品应急救援乌鲁木齐石化队（中国石油乌鲁木齐石化分公司消防支队）
- 国家危险化学品应急救援新疆油田队（中国石油新疆油田分公司消防支队）
- 国家矿山应急救援新疆队（新疆矿山救护基地）
- 国家矿山应急救援神华新疆队（神华新疆能源公司矿山救护大队）
- 国家矿山应急救援新疆八钢队（新疆焦煤集团矿山救护队-新疆八一钢铁公司矿山救护队）
- 国家油气管道应急救援乌鲁木齐队（中国石油西部管道消防队）
- 国家矿山应急救援兵团队（新疆塔什店煤矿救护队）

## 历任领导

### 主任
1. 王德学（2006年2月至2014年11月）
2. 孙华山（2014年11月至2021年1月）
3. 宋元明（2021年1月至今）